# 五家原岳
五家原岳（ごかはらだけ）は日本の山。標高1057.3m。長崎県の大村市と諫早市との境界に位置し、多良岳と同じ多良山系に属する。
景観も良好で、登山客も多い。長崎県央地区・佐賀県西部のほぼ全域をカバー出来る位置にあるため、テレビ・ラジオ放送局等を始めとした送信所、および警察庁や九州電力などの業務無線の固定局が多く設置されている。

## 五竜号墜落事故
1944年（昭和19年）2月12日、台北から福岡市雁ノ巣に向かっていた軍民共用輸送機「五竜号」が五家原岳山腹に墜落して12人が死亡する事故が発生している。
墜落現場には1968年に慰霊碑が建てられた。1993年まで慰霊祭が開かれていたが中断し、2022年5月に29年ぶりに慰霊祭が開催された。

## 諫早テレビ・FM中継放送所
山頂には長崎県をエリアとするテレビジョン放送・FMラジオ放送の諫早中継局が設けられている。隣の佐賀県に電波が漏れないよう（スピルオーバー）、南と西を中心に指向性が設定されている。

### 地上デジタルテレビジョン放送送信設備
| ID | 放送局名           | 物理 チャンネル | 空中線電力 | ERP | 放送対象地域 | 放送区域内世帯数 | 運用開始日     |
| -- | ------------------ | --------------- | ---------- | --- | ------------ | ---------------- | -------------- |
| 1  | NHK 長崎総合       | 15              | 10W        | 47W | 長崎県       | 100,520世帯      | 2007年 12月1日 |
| 2  | NHK 長崎教育       | 13→51           | 10W        | 47W | 全国放送     | 100,520世帯      | 2007年 12月1日 |
| 3  | NBC 長崎放送       | 23              | 10W        | 47W | 長崎県       | 100,520世帯      | 2007年 12月1日 |
| 4  | NIB 長崎国際テレビ | 18              | 10W        | 46W | 長崎県       | 100,520世帯      | 2007年 12月1日 |
| 5  | NCC 長崎文化放送   | 45              | 10W        | 47W | 長崎県       | 100,520世帯      | 2007年 12月1日 |
| 8  | KTN テレビ長崎     | 20              | 10W        | 46W | 長崎県       | 100,520世帯      | 2007年 12月1日 |

- 全局中継局で物理チャンネルは、NBCとNCC以外長崎親局と同じ。NBCとNCCは、TVQ九州放送の久留米・大牟田の各アナログ中継局と長崎親局とでチャンネルが被り、電波障害を起こしやすいため、長崎親局とは違うチャンネルに設定されている。
- 2007年（平成19年）10月16日から行っていた全局の地上デジタルテレビジョン放送の試験放送は終了。
- 主な受信地域：長崎県大村市の全域および長崎市・島原市・諫早市・西海市・雲仙市・西彼杵郡長与町・時津町および東彼杵郡東彼杵町の各一部。
- しかし、試験放送開始時より諫早市から島原半島北部にかけての有明海沿岸を中心に、NHK EテレとNBCが受信できない世帯が発生していた。これは、NHK Eテレが同じくNHK Eテレの久留米・大牟田の各デジタル中継局と、NBCがサガテレビの鳥栖アナログ中継局およびTVQ九州放送の北九州アナログ中継局と同じチャンネルを使用していた事で電波障害が発生した。その後デジタル放送に完全移行した2011年（平成23年）9月5日から2012年（平成24年）1月30日の期間に、NHK長崎Eテレの物理チャンネルは、51chへ変更された[2]。

### 地上アナログテレビジョン放送送信設備
| 放送局名          | チャンネル | 空中線電力        | ERP                | 放送対象地域 | 放送区域内世帯数 |
| ----------------- | ---------- | ----------------- | ------------------ | ------------ | ---------------- |
| NIB長崎国際テレビ | 32（20）   | 映像100W /音声25W | 映像450W /音声110W | 長崎県       | 約111,300世帯    |
| KTNテレビ長崎     | 39（42）   | 映像100W /音声25W | 映像450W /音声110W | 長崎県       | 約111,300世帯    |
| NHK長崎教育       | 51（45）   | 映像100W /音声25W | 映像420W /音声105W | 全国放送     | 約111,300世帯    |
| NCC長崎文化放送   | 56（24）   | 映像100W /音声25W | 映像470W /音声115W | 長崎県       | 約111,300世帯    |
| NHK長崎総合       | 59（47）   | 映像100W /音声25W | 映像420W /音声105W | 長崎県       | 約111,300世帯    |
| NBC長崎放送       | 62（49）   | 映像100W /音声25W | 映像470W /音声115W | 長崎県       | 約111,300世帯    |

- （ch）は、「アナ・アナ変換」前のチャンネル。
- 旧chの内、デジタル放送用のchに使われているのは以下の局である。
  - 20ch：テレビ長崎諫早デジタル中継局
  - 24ch：NHK熊本・デジタルEテレ親局
  - 42ch：テレビ熊本デジタル親局
  - 45ch：長崎文化放送諫早デジタル中継局
  - 47ch：熊本県民テレビデジタル親局
  - 49ch：熊本朝日放送デジタル親局
  - 51ch：NHK長崎・デジタルEテレ諫早・島原各中継局
- 2011年（平成23年）7月24日正午（12時）アナログテレビ放送終了。その後、7月24日24時（7月25日0時）までに完全停波。

### FMラジオ放送送信設備
| 放送局名                            | 周波数 （MHz） | 空中線電力 | ERP | 放送対象地域 | 放送区域内世帯数 |
| ----------------------------------- | -------------- | ---------- | --- | ------------ | ---------------- |
| FMNエフエム長崎 愛称「FM Nagasaki」 | 78.9           | 30W        | 81W | 長崎県       | -                |
| NHK長崎FM                           | 83.0           | 10W        | 54W | 長崎県       | -                |
| NBC長崎放送 FM補完中継局            | 91.8           | 30W        | 60W | 長崎県       | -                |

- FMNは、KTNの施設を間借りしている。
- NHKは、スピルオーバー防止のため出力が抑えられている。
- NBCのFM補完中継局は、2015年6月30日付で予備免許が付与された[3]。

## 参考リンク
1. 1 2 3  「五竜号」犠牲者12人を追悼 大戦中悪天候で飛行 五家原岳山腹に墜落 29年ぶり慰霊祭、平和祈る　／長崎 毎日新聞 2022年5月16日閲覧
2. 1 2  総務省九州総合通信局「地デジ中継局のチャンネル変更について」（2011年8月10日）
3. ↑  総務省九州総合通信局のプレスリリース（2015年6月30日）